# دارون سوتون
دارون سوتون (بالإنجليزية: Daron Sutton)‏ هو صحفي أمريكي، ولد في 21 أكتوبر 1969.